# Partutovice
Partutovice (dříve též Bartolovice nebo Bartultovice, německy Bartelsdorf) jsou obec v okrese Přerov v Olomouckém kraji, 10 km severně od Hranic v Oderských vrších. Žije zde 520 obyvatel. V obci pramení potok Mraznice.

## Historie
Na přelomu 12. a 13. století se datují pověsti o založení osady Partutovice – původně Bartolovice. Název obce se měnil od označení Partutovice, přes Bartotowicz až byl v roce 1905 ustálen jednotný název Bartelsdorf, Partutovice. První písemná zmínka o Partutovicích pochází z roku 1412. Po celý středověk byla obec součástí hranického panství.
Po druhé světové válce bylo z obce vysídleno původní německé obyvatelstvo.

## Pamětihodnosti
- Větrný mlýn Partutovice z roku 1837, nazývaný beraní, neboli německý, je dominantou obce. Technická památka byla částečně rekonstruována a má dochované vnitřní zařízení.
- Kostel sv. Mikuláše z let 1786 až 1789. Byl postaven tvrdého zdiva na místě starého, malého a úplně sešlého kostelíka. V roce 1855 byl opraven. V kostele se nachází barokní varhany.
- Barokní socha sv. Jana Nepomuckého z roku 1802 nad kostelem
- Budova školy z roku 1932. Původně dvoutřídní s bytem pro řídícího učitele. První školu měla vesnice v roce 1780, která byla roku 1866 rozšířena o přístavbu.
- Čtyři kamenné kříže, které prošly rekonstrukcí.
- Partutovický vodopád na potoce Mraznice.

## Ostatní
Obec je díky okolní přírodě vyhledávaným rekreačním místem – turisty, cykloturisty i lyžaři, kteří využívají dva lyžařské vleky.

## Galerie

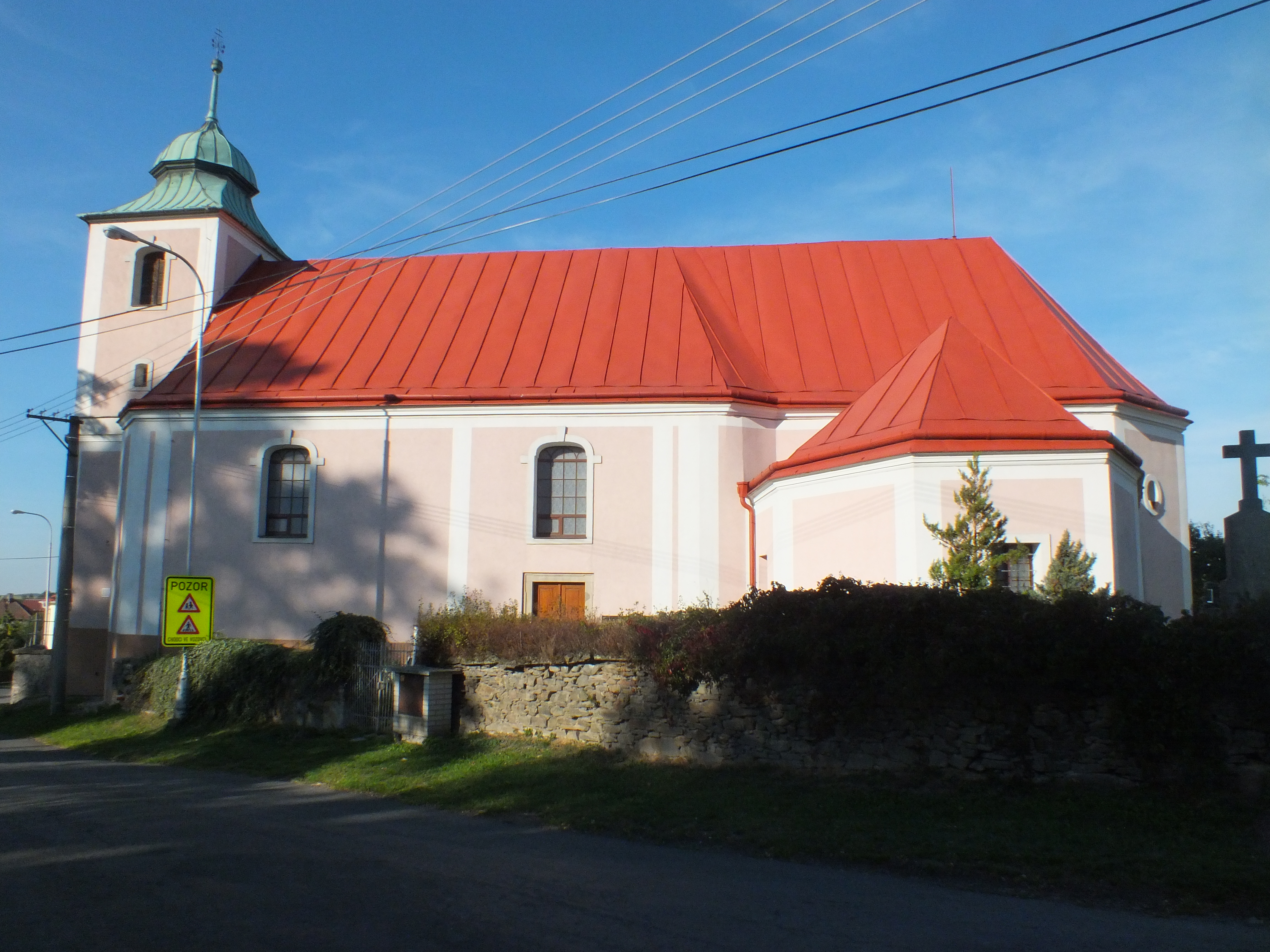
Kostel sv. Mikuláše
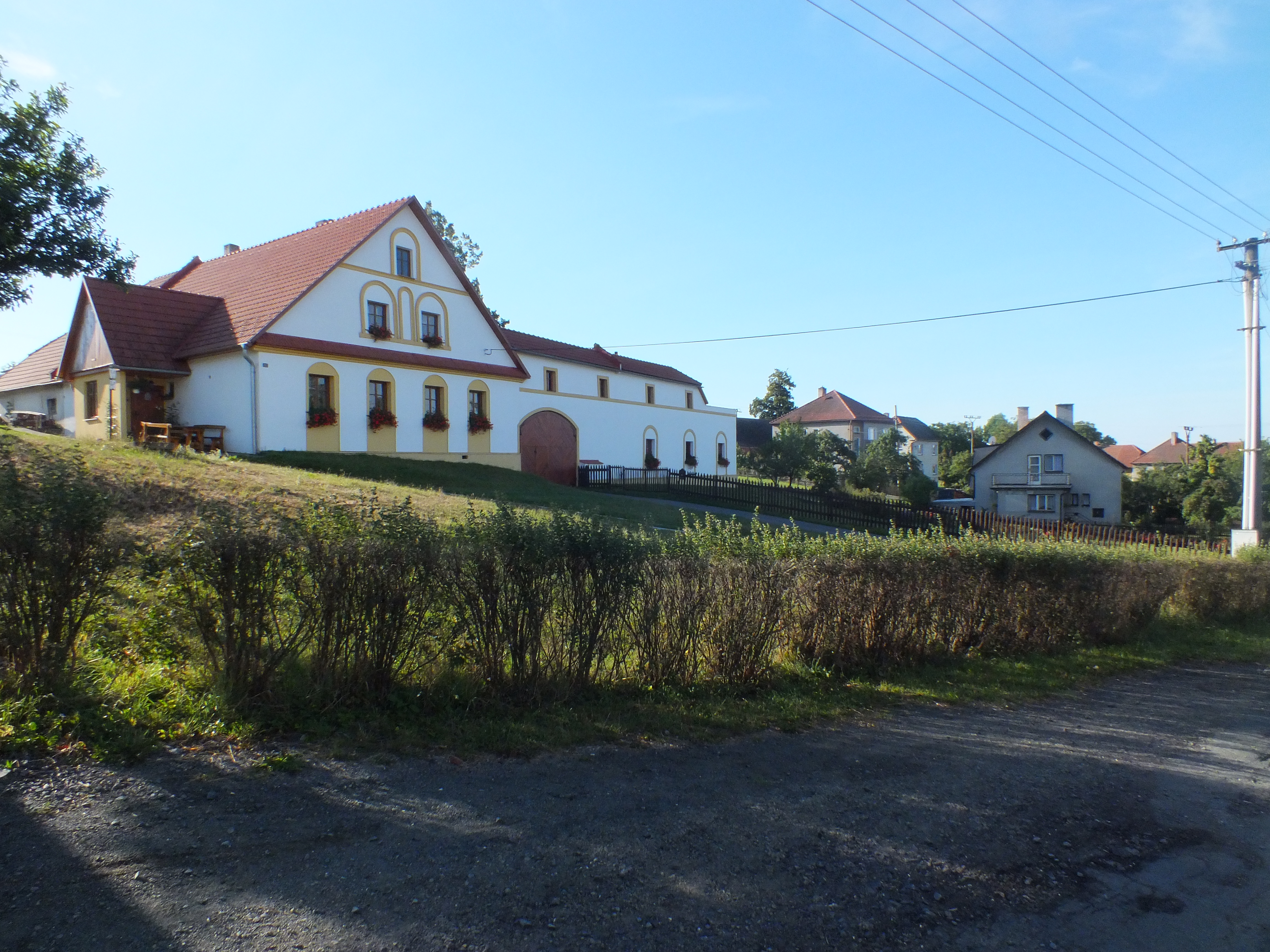
Dům č. p. 35
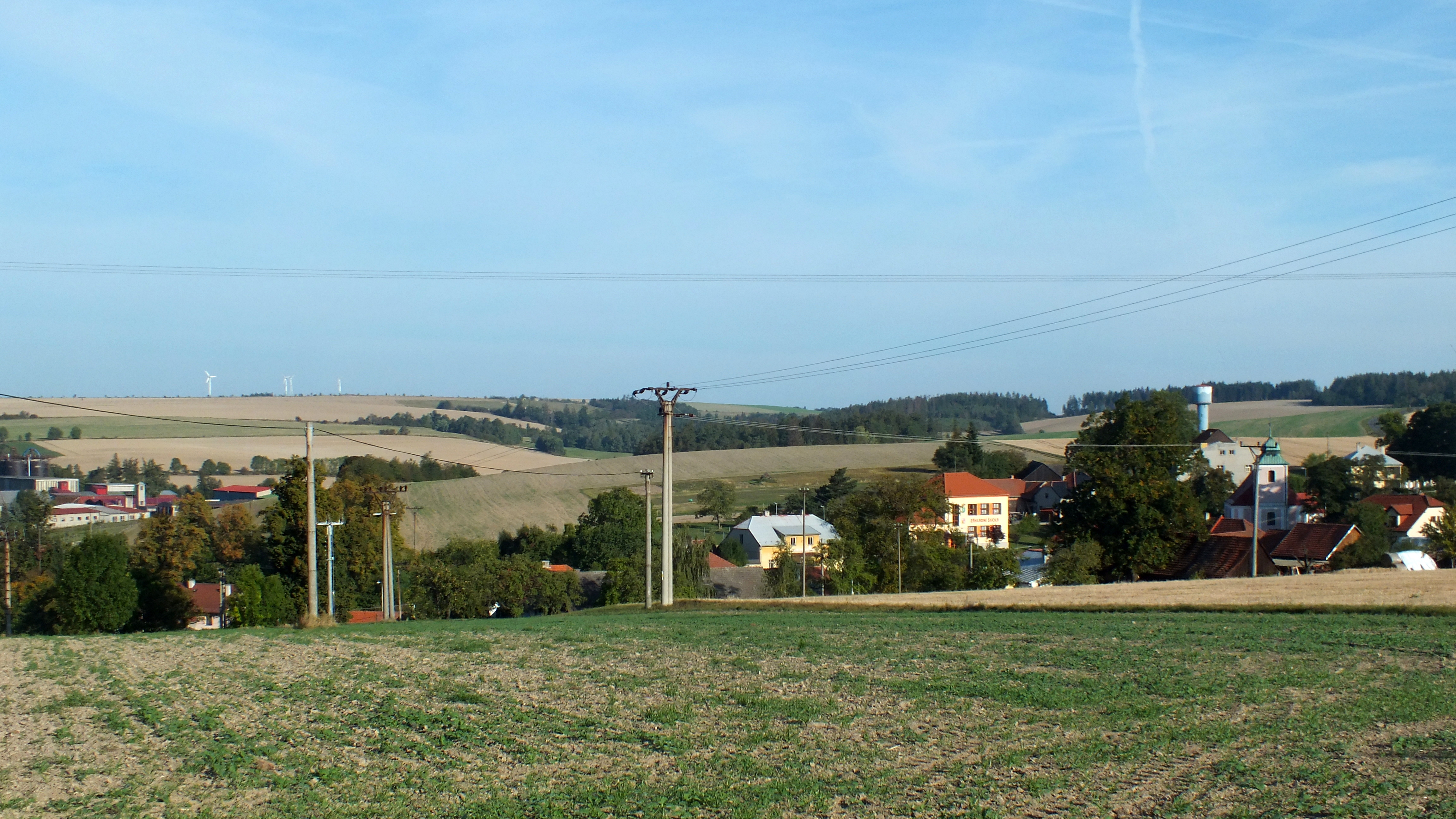
Pohled od větrného mlýna
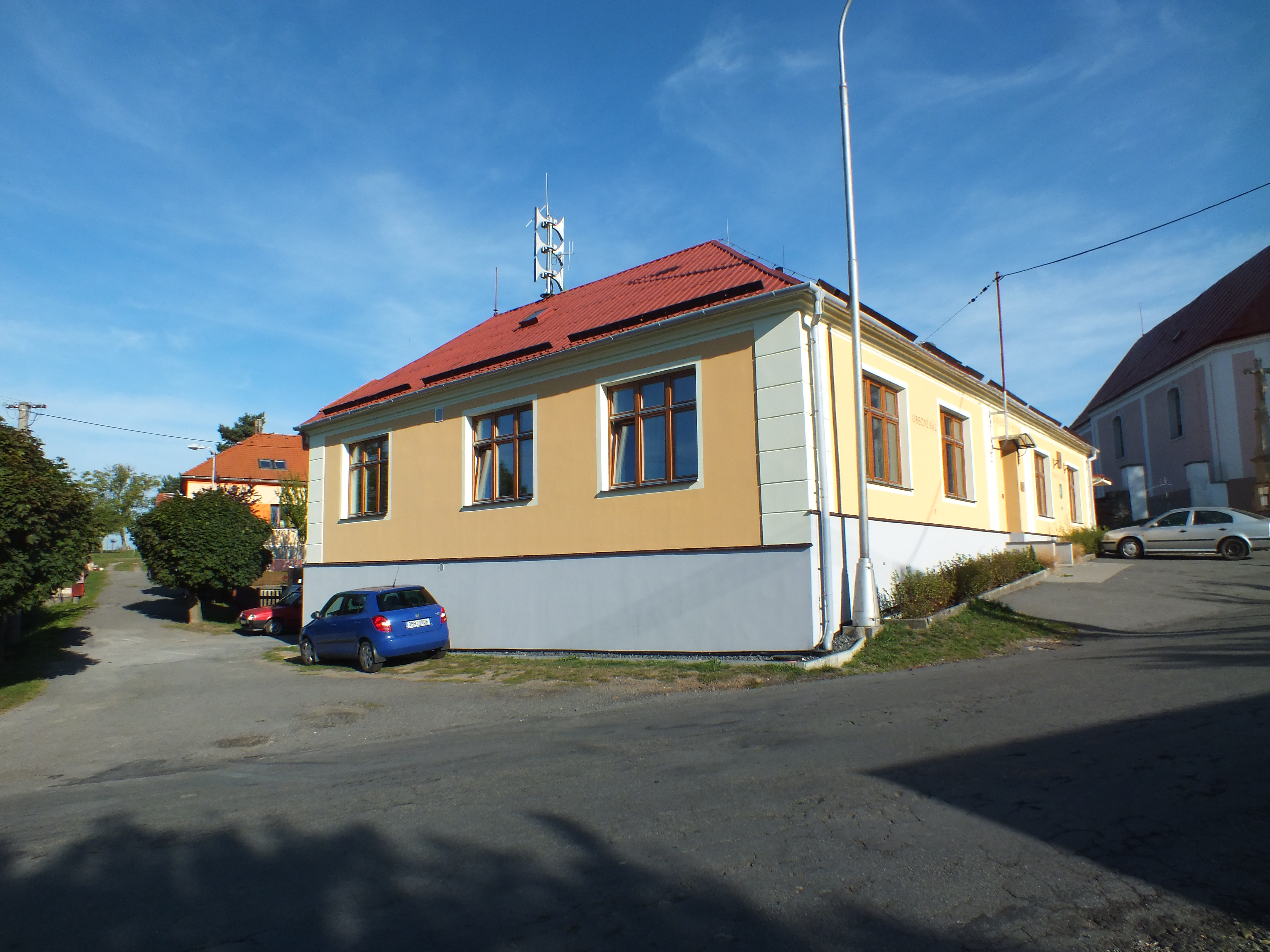
Obecní úřad